# Ålum
Ålum er en landsby i Østjylland med 274 indbyggere  (2024), beliggende i Ålum Sogn, ved den gamle landevej (nu sekundærrute 503) mellem Randers og Viborg; 13 kilometer vest for Randers og 30 kilometer øst for Viborg. Ålum er beliggende i Randers Kommune, Region Midtjylland.
Byen grænser mod syd op til Nørreå og er omgivet af en del bakker. Ålum er kendt for den særprægede Ålum Kirke med rødkalket tårn. Kirken er opført i 1100-tallet. Ved kirken findes de fire Ålum-runesten. Landsbyen rummer tillige et forsamlingshus. I nærheden ligger herregården Fussingø.
Nær Ålum findes bebyggelsen Ålum Østermark; et område på ca. 0,5 km², der er bebygget med syv ejendomme, hvoraf de fem er opført som statshusmandsbrug, udstykket fra de to andre i 1921–1923.
Fra 1970-2006 var byen beliggende i Purhus Kommune.
Maleren Mogens Christian Thrane blev født i Ålum i 1697.